# Thượng Tân
Thượng Tân là một xã thuộc huyện Bắc Mê, tỉnh Hà Giang, Việt Nam.

## Địa lý
Xã Thượng Tân có vị trí địa lý:
- Phía đông giáp xã Yên Cường
- Phía tây giáp xã Minh Ngọc
- Phía nam giáp tỉnh Tuyên Quang và xã Phiêng Luông
- Phía bắc giáp xã Lạc Nông.

Xã Thượng Tân có diện tích 71,20 km², dân số năm 2019 là 2.569 người, mật độ dân số đạt 36 người/km².

## Hành chính
Xã Thượng Tân được chia thành 5 thôn: Bách Sơn, Khuổi Nấng, Khuổi Trang, Nà Lai, Tả Luông.

## Lịch sử
Trước đây, Thượng Tân là một xã thuộc huyện Vị Xuyên.
Ngày 18 tháng 11 năm 1983, Hội đồng Bộ trưởng ban hành Quyết định số 136-HĐBT về việc thành lập huyện Bắc Mê trên cơ sở tách xã Thượng Tân của huyện Vị Xuyên.
Ngày 13 tháng 2 năm 1987, Hội đồng Bộ trưởng ban hành Quyết định 28-HĐBT về việc tách 3 xóm Bách Sơn, Khuổi Nâng và Tả Luông của xã Minh Ngọc để sáp nhập vào xã Thượng Tân. Xã Thượng Tân có 7.119 hécta đất với 1.345 nhân khẩu.